# Szyszki (województwo podlaskie)
Szyszki – wieś w Polsce położona w województwie podlaskim, w powiecie sokólskim, w gminie Sokółka.
W latach 1975–1998 miejscowość położona była w województwie białostockim.
Dawne dobra i okolica szlachecka, w pow. sokólskim, o 3 wiorsty od Sokółki.
Wierni kościoła rzymskokatolickiego należą do parafii Najświętszego Ciała i Krwi Chrystusa w Sokółce.
1 stycznia 1972 część gruntów wsi Szyszki (12,37 ha) włączono do Sokółki.